# Tribalus similis
Tribalus similis är en skalbaggsart som beskrevs av Vienna 1993. Tribalus similis ingår i släktet Tribalus och familjen stumpbaggar. Inga underarter finns listade i Catalogue of Life.